# ファイナルグランプリ
ファイナルグランプリは福山市競馬事務局が福山競馬場のダート1800mで施行していた地方競馬の重賞競走（平地競走）である。正式名称は「福山市議会議長杯 ファイナルグランプリ」。

## 概要
2008年に創設。福山競馬場で年度内を締めくくる古馬サラブレッドによる最終の重賞競走として位置付けられる（但し、2010年度の福山競馬場で行われる最終の重賞競走は「若草賞」）。創設当初はアングロアラブ系の出走も可能であり、2009年に出走条件をサラブレッド系の4歳以上に変更しても、2010年まではアングロアラブ系の出走が見られた。2008年に優勝したユノフォーティーンが最初で最後のアングロアラブ系による優勝である。2013年3月24日、2012年度末で廃止されることが決まっていた福山競馬場は、本競走を最後に全開催を終了した。
負担重量は2008年 - 2009年は馬齢重量、2010年以降は定量で56kg、牝馬は54kgである。
賞金総額は270万円で、1着賞金200万円、2着賞金40万円、3着賞金20万円、4着賞金10万円と定められている。

## 出走馬の選出方法
- ファン投票対象馬は施行日当日の2ヶ月前から過去1年前までの収得賞金上位50頭とし、ファン投票上位9頭で選出。残りの1頭は四国地区からの招待馬で選出。
- 公式投票カード（福山競馬場で配布）とインターネットから投票可能だが、1名につき1媒体1通限り。1名での複数枚投票（複数媒体の使用含む）は無効となる。
- 2009年からは四国所属馬が出走可能となる。なお、2010年では近畿所属馬も出走可能であった。

### 歴代ファン投票1位
| 回数  | 開催年 | ファン投票1位  | 性齢 | 得票数 | 結果   |
| ----- | ------ | -------------- | ---- | ------ | ------ |
| 第1回 | 2008   | ナムラベンケイ | 牡5  | 648    | 不出走 |
| 第2回 | 2009   | ナムラベンケイ | 牡6  | 631    | 2着    |
| 第3回 | 2010   | ナリタブラック | 牡8  | 601    | 4着    |
| 第4回 | 2011   | クラマテング   | 牡6  | 905    | 4着    |
| 第5回 | 2012   | クラマテング   | 牡7  | 689    | 9着    |
| 第6回 | 2013   | クラマテング   | 牡8  | 447    | 10着   |

## 歴史
- 2008年 - 福山競馬場において、混合4歳以上の中国所属馬限定の重賞競走「ファイナルグランプリ」として創設（ダート1800m、馬齢重量）。
- 2009年 - 出走条件を「混合4歳以上の中国所属馬」から「サラブレッド系4歳以上の中国・四国所属馬」に変更。
- 2010年
  - 当年のみ、近畿・中国・四国地区交流競走として施行され、出走条件を「サラブレッド系4歳以上の近畿・中国・四国所属馬」に変更。
  - 負担重量を「馬齢重量」から「定量」に変更。
- 2011年 - 出走条件を「サラブレッド系4歳以上の近畿・中国・四国所属馬」から「サラブレッド系4歳以上の中国・四国所属馬」に戻す。
- 2013年 - 福山競馬場の廃止に伴い、本競走も廃止。

### 歴代優勝馬
| 回数  | 施行日        | 優勝馬             | 性齢 | 所属 | タイム | 優勝騎手 | 管理調教師 |
| ----- | ------------- | ------------------ | ---- | ---- | ------ | -------- | ---------- |
| 第1回 | 2008年3月30日 | ユノフォーティーン | 牡6  | 福山 | 1:56.8 | 渡辺博文 | 桧山龍二郎 |
| 第2回 | 2009年3月22日 | セトノヒット       | 牡8  | 高知 | 1:57.5 | 中西達也 | 松本啓助   |
| 第3回 | 2010年3月28日 | ビービーバイラ     | 牝5  | 福山 | 1:59.9 | 楢崎功祐 | 檜山博史   |
| 第4回 | 2011年3月27日 | ウォーターオーレ   | 牡9  | 福山 | 1:57.9 | 黒川知弘 | 黒川幹生   |
| 第5回 | 2012年3月25日 | グランシュヴァリエ | 牡7  | 高知 | 1:58.2 | 岡田祥嗣 | 雑賀正光   |
| 第6回 | 2013年3月24日 | ビーボタンダッシュ | 牡8  | 福山 | 1:57.3 | 三村展久 | 小嶺英喜   |